# Kanton Montpezat-de-Quercy
Kanton Montpezat-de-Quercy is een voormalig kanton van het Franse departement Tarn-et-Garonne. Kanton Montpezat-de-Quercy maakte deel uit van het arrondissement Montauban. Het werd opgeheven bij decreet van 27 februari 2014 met uitwerking op 22 maart 2015.

## Gemeenten
Het kanton Montpezat-de-Quercy omvatte de volgende gemeenten:
- Labastide-de-Penne
- Lapenche
- Montalzat
- Montfermier
- Montpezat-de-Quercy (hoofdplaats)
- Puylaroque